# Satul Stepancikovo și locuitorii săi

Satul Stepancikovo și locuitorii săi este un roman al scriitorului rus Feodor Dostoievski, publicat pentru prima dată în 1859. Aici totul se povestește din punctul de vedere al lui Serghei Aleksandrovici, dar mai apar și Egor Ilici Rostanev și Foma Fomici Opiskin.